# Maria Konopnicka

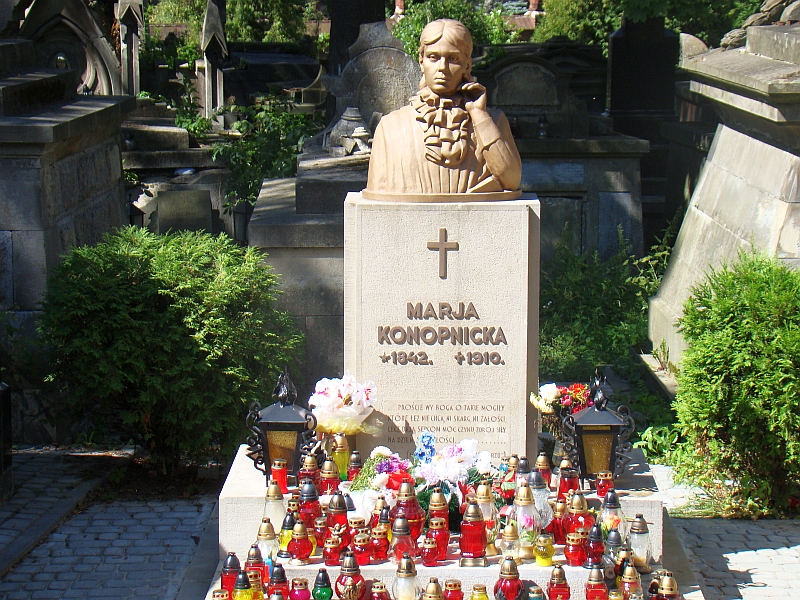
Maria Konopnicka

Maria Stanisława Konopnicka rozená Wasiłowska (23. května 1842, Suwałki, tehdy Rusko – 8. října 1910, Lvov, tehdy Rakousko-Uhersko) byla polská spisovatelka. Psala také pod pseudonymem Jan Sawa.

## Biografie
V roce 1849, když bylo Marii sedm let, se Wasiłowští přestěhovali do Kališe. Jako dítě, po předčasné matčině smrti v roce 1854, byla spolu s pěti sourozenci vychována jejich otcem Józefem Wasiłowskim v duchu katolicismu a polského vlastenectví. V září 1862 se Maria Wasiłowska provdala za o 12 let staršího šlechtice Jaroslawa Konopnického. Brzy se zapojili do Lednového povstání 1863 a museli uprchnout. Rodina Konopnických odjela do Německa a vrátila se až po všeobecné amnestii v roce 1865. Vzhledem k tomu, že jim došly peníze na obživu velké, nyní osmičlenné rodiny, museli roku 1872 prodat své nemovitosti a přestěhovat se poblíž na menší statek. V roce 1877 byla Maria oddělena od svého manžela a přestěhovala se s dětmi do Varšavy, kde pracovala jako spisovatelka a lektorka. Od roku 1881 se Maria Konopnicka také zabývala literární kritikou. Po roce 1890 se kvůli nemocné dceři častěji zdržovala v zahraničí.
V roce 1889 se setkala s malířkou a básnířkou Marií Dulębiankou, se kterou zůstala v hlubokém přátelství. V roce 1902 jí byla u příležitosti 25. výročí její spisovatelské činnosti darována malá farma v Żarnowci u Krosna, kde se nyní na její počest nachází muzeum. 8. září 1903 se Dulębianka přestěhovala spolu s Konopnickou na zámek v Żarnowci, kde měla svůj ateliér. Konopnicka zemřela v roce 1910 ve Lvovském sanatoriu a byla pohřbena na Lyčakovském hřbitově.
Konopnicka debutovala v roce 1875 v časopise Kaliszanin. V následujících letech vydala mnoho básnických sbírek a sérii básnických knih pro děti. Zvláštní uznání, které trvá do dnešních dnů, získala za svou vlasteneckou píseň Rota ("Přísaha"), která byla ve své době nazývána neoficiální druhou národní hymnou Polska. Obecně platí, že Konopnicka je považována za jednou z nejvýznamnějších představitelek polského pozitivismu.

## Fotogalerie

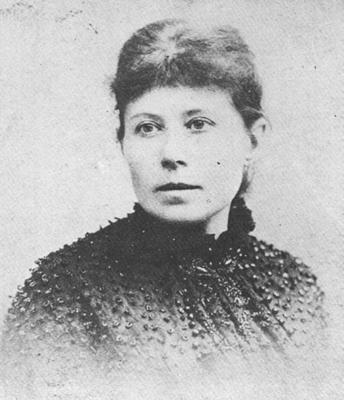
Maria Konopnicka
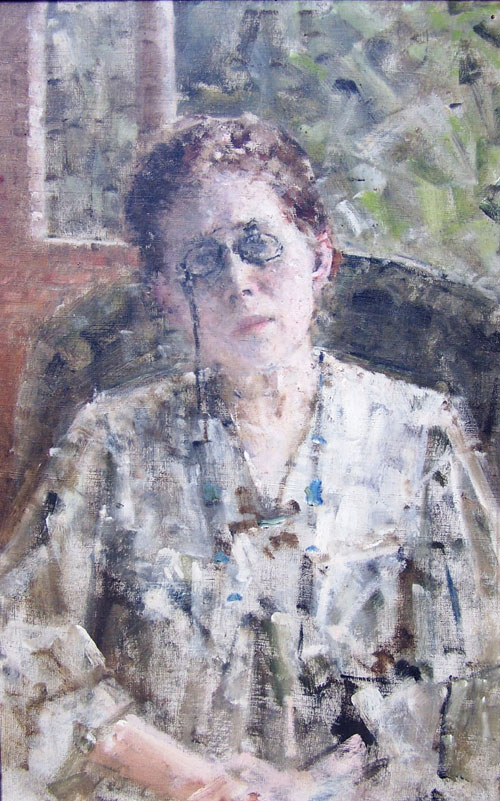
Maria Dulęboanka:Portrét Marie Konopnické
Podpis Marie Konopnicke
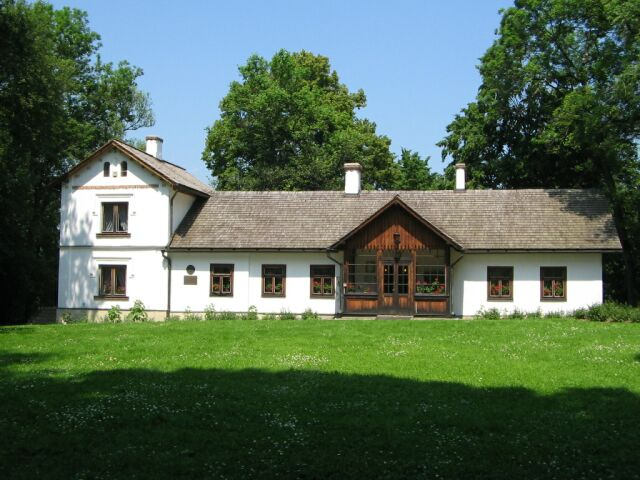
Museum v Żarnovce

## Další informace
V Polsku existují dvě naučné stezky pojmenované po Marii Konopnické:
- Szlak turystyczny im. Marii Konopnickiej „Krasnoludki są na świecie” na náměstí Plac im. Marii Konopnickiej v rodných Suwałkách, která je zaměřena na její pohádku O krasnoludkach i o sierotce Marysi.

- Szlak pieszy im. Marii Konopnickiej v Lodžském vojvodství.